# Rojo Congo
Rojo Congo es una sal de sodio de 3,3'-([1,1'-bifenil]-4,4'-diyl)bis(4-aminonaftalen-1-ácido sulfonico)(fórmula: C32H22N6Na2O6S2; peso molecular: 696.66 g/mol). Es un secundario del azoderivado. El rojo Congo es soluble en agua, conformando una solución roja coloidal; su solubilidad es mucho mejor en solventes orgánicos como el etanol.
Aunque aparentemente tiene una gran afinidad por las fibras de celulosa, su uso en esta industria (algodón textil, pulpa de árbol y papel) ha desaparecido, en parte por su tendencia a cambiar de color una vez que se toca con los dedos manchados de sudor, al correr, y por su toxicidad.

## Indicador de pH
| Colores del rojo Congo | forma ácida azul | zona de viraje pH 3.0 a pH 5.2 | forma básica rojo |

## Uso diagnóstico

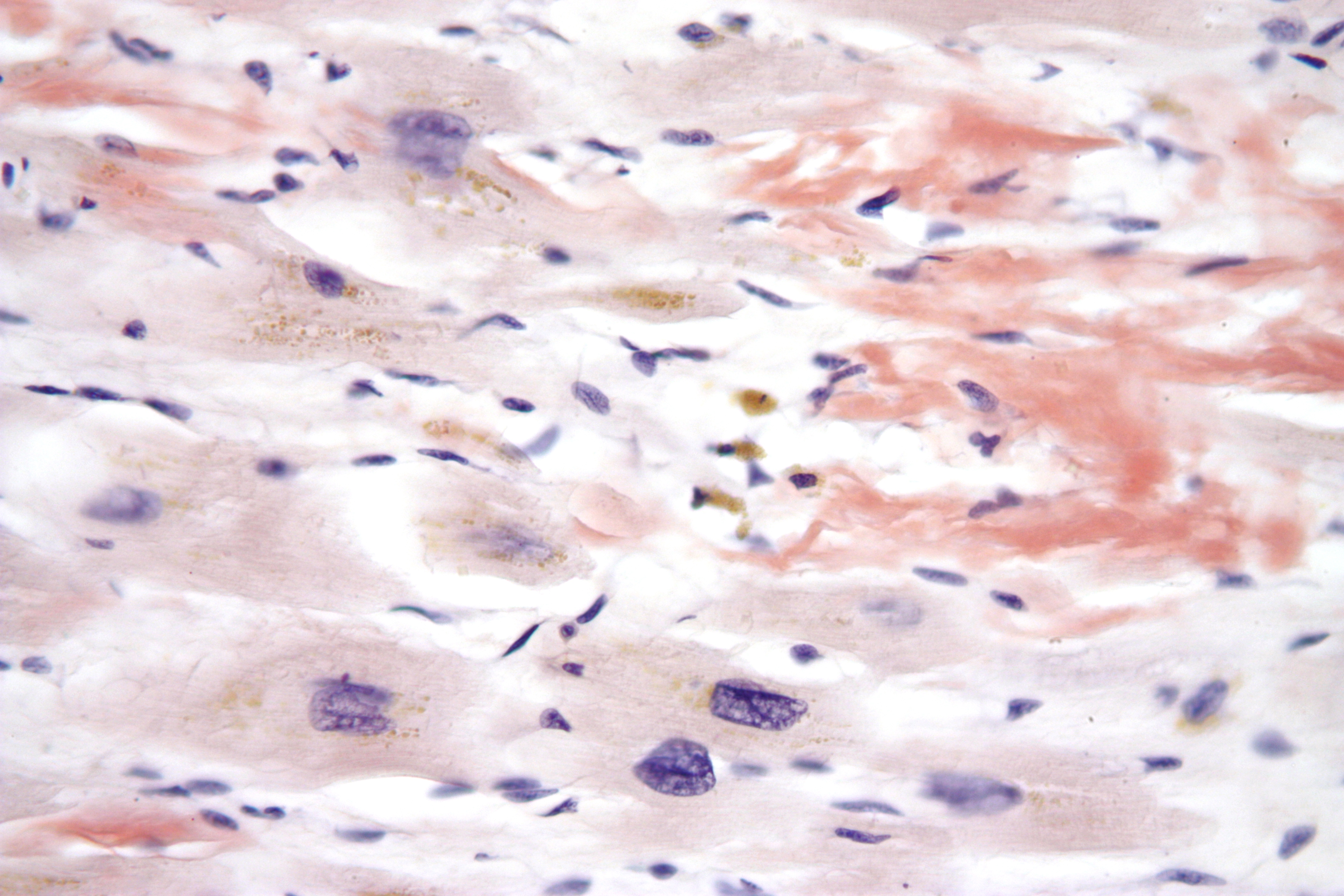
Micrografía revelando material amiloide (mancha rojiza) tras teñir tejido cardíaco con rojo Congo en un caso de amiloidosis cardíaca.

En bioquímica e histología, el rojo Congo se usa para teñir preparaciones microscópicas, especialmente en tinciones para el citoplasma y los eritrocitos. Verde manzana por birrefringencia de tinciones de rojo Congo bajo luz polarizada es indicativo de presencia de fibras amiloides. Además, el rojo Congo se usa en bacteriología para determinar rápidamente la presencia del serotipo 2a de Shigella flexneri, donde el colorante se une a una estructura tipo lipopolisacárido (LPS) única en este tipo de bacteria.